# Lo sguardo dell'altro
Lo sguardo dell'altro è un film del 1997 diretto da Vicente Aranda e tratto dal romanzo La mirada del otro di Fernando G. Delgado.
Nel 1998 è stato premiato alla 48ª edizione del Film Festival di Berlino dove fu candidato per l'Orso d'oro.

## Trama
Begonia è una consulente trentenne, che si è ribellata fin dalla sua adolescenza alla sua educazione alto-borghese, attraverso il sesso. Su indicazione del suo psicanalista, tiene un video-diario dei suoi incontri, utilizzando una microtelecamera palmare chiamata "Il Gufo". La notte di Natale, Begonia, riluttante, va a cena presso la sua famiglia disfunzionale, composta dall'austera madre, suo fratello sposato e Isabel, sua sorella minore nonché sua migliore amica, in virtù di un loro segreto intimo. Presto Begonia, la pecora nera della famiglia, si scontra con i suoi familiari: lascia bruscamente la casa, sua sorella è l'unica a comprenderla. La stessa sera, in un bar, Begonia conosce Daniel, un avvenente ragazzo diciottenne. Attraente e sicura di sé, Begonia cattura subito la sua attenzione, ma quando arriva nel bar anche il suo ex fidanzato Elio, questi e Daniel si scontrano.
La mattina successiva, Begonia si sveglia nel suo letto assieme a Daniel. Ubriaca com'era la sera prima, non riesce a ricordare cosa sia successo. Daniel le descrive la notte di sesso sfrenato che i due hanno consumato assieme. Giovane, ricco e senza una vera occupazione, Daniel inizia a perseguitare morbosamente Begonia la quale, seppure attratta da lui, ignora le sue attenzioni. In realtà, Daniel è solo uno dei tanti uomini nelle grazie di Begonia: oltre a lui e a Elio, c'è anche Ramòn, collega e sporadico amante di Begonia, del quale però si è già stancata, tanto che inizia a respingere le sue avances. Solo Ignacio, un pittore più anziano di lei, sembra interessarle veramente, nonostante sia abbastanza vecchio da poter essere suo padre. Begonia è stata la sua amante per molti anni e Daniel, che una volta l'ha seguita fino a casa di Ignacio, nonostante la relazione con l'anziano pittore, non perde interesse per lei.
A Capodanno, Begonia partecipa a una festa in cui incontra alcuni vecchi amici, a casa di Santiago, suo ragazzo ai tempi della scuola superiore, ora sposato e padre di due gemelli. Begonia immagina come avrebbe potuto essere una tradizionale moglie e madre se fosse rimasta assieme a lui. Alla festa incontra anche l'amica Marian, sposata con un uomo molto più giovane di lei e che ha difficoltà a rimanere incinta: Marian le chiede allora di aiutarla e Begonia si presta tramite fellatio a raccogliere lo sperma del giovane marito e che Marian utilizzerà per l'inseminazione artificiale.
Lo spirito d'avventura porterà Begonia ad accettare una sfida di Elio, cioè andare in un malfamato quartiere di Madrid fingendosi una prostituta: finirà brutalmente violentata da alcuni uomini, tra i quali uno grande e grosso, il magnaccia della zona. Dopo l'esperienza traumatica, Begonia cercherà di costruirsi una vita più tranquilla e rispettabile: ancora una volta, contro il volere della sua famiglia, sposerà Daniel, dal quale avrà un figlio. Nonostante ciò, ancora insoddisfatta, deciderà un giorno di tornare nel quartiere dov'era stata violentata, in cerca di nuove esperienze. Le conseguenze di quell'ultima "notte brava", a cui dà conto a Elio e Daniel è che mentre il primo è capace di accettarla disilluso, il suo giovane marito ora non ha più attrazione ma solo repulsione per il suo gusto provocatorio di osare, e resta dunque orfana di ambedue.

## Riconoscimenti
- 1998 - Film Festival di Berlino
  - Candidatura Orso d'oro[1]
- 1999 - Yoga Awards
  - Peggior attrice spagnola ad Ana Obregón
  - Peggior attore spagnolo a José Coronado[2]